# Tom Tellefsen
Tom Tellefsen, född 30 oktober 1931, död 17 januari 2012, var en norsk skådespelare.

## Biografi
Tellefsen växte upp i Asker och Oslo. Han var idrottsintresserad och spelade fotboll Oslos juniorlag. Han tog examen artium på Kristelig gymnasium 1950. Året innan hade han debuterat som skådespelare i filmen Gatpojkar. Han blev genom denna roll en kändis och fick ytterligare filmroller i Nödlandning (1952), Andrine og Kjell (1952), Cirkus Fandango (1954) och Blodveien (1955). Efter studier vid Statens Teaterskole blev han 1959 anställd vid Det norske teatret där han under 42 år kom att vara en central kraft innan han 2001 gick i pension. Han gjorde sig särskilt bemärkt i pjäser av Samuel Beckett.
Tellefsen gjorde ett 40-tal film- och TV-roller 1949–2002.
Han har belönats med Statens filmstipend, Statens kunstnerstipend och Kongens fortjenstmedalje.

## Familj
Tom Tellefsen var son till Thomas Tellefsen (1882–1959) och Aslaug Senstad (1893–1983). Han var mellan 1955 och 1962 gift med skådespelaren Rut Tellefsen, född Fredriksen.

## Filmografi (urval)
- 1949 – Gatpojkar
- 1952 – Nödlandning
- 1952 – Andrine og Kjell
- 1954 – Cirkus Fandango
- 1955 – Den blodiga vägen
- 1956 – Gylne ungdom
- 1960 – Venner
- 1960 – Omringad
- 1988 – Sweetwater
- 1990 – Destination Nordsjön (TV-serie)